# Last Lynx
Last Lynx är ett svenskt indiepopband, bildat i Stockholm år 2011.
Last Lynx spelar en experimentell popmusik med influenser från 1960-70-talens alternativa internationella musikscen med grupper som Fleetwood Mac etc. De har sin bas i Stockholm och består av Robin Eveborn (keyboards), Fredric Lindblom (trummor), Marcus Lindblom (gitarr), Kim Lindqvist (bas), Camilla Dahlstedt (syntar). 
I december 2011 gav de ut sin första egenproducerade EP, Alaska. 2012 inleddes samarbete med skivbolaget SoFo Records med lansering av singeln "Killing Switch" i november samma år. Deras musik fick internationell uppmärksamhet och hamnade bland annat på prestigefulla Hype Machines topp 10-lista. Genom att deras musik valdes ut att vara bakgrundsmusik i en väderkanal i Frankrike fick de en plötslig även stor uppmärksamhet och framgång på den franska musikscenen. I april 2013 släpptes EP:n Ocean Reels.

## Diskografi
- 2011 – Alaska (EP)
- 2013 – Ocean Reels (EP)
- 2014 – Rifts (EP)